# Article 9 de la Convention européenne des droits de l'homme

États membres de la Convention.

L'article 9 de la Convention européenne des droits de l'homme intitulé « Liberté de pensée, de conscience et de religion » oblige les États, parties à la Convention à respecter et protéger ces libertés, qui englobent également l'ensemble des convictions des individus.

## Disposition
« Art. 9 : Liberté de pensée, de conscience et de religion
1. Toute personne a droit à la liberté de pensée, de conscience et de religion ; ce droit implique la liberté de changer de religion ou de conviction, ainsi que la liberté de manifester sa religion ou sa conviction individuellement ou collectivement, en public ou en privé, par le culte, l’enseignement, les pratiques et l’accomplissement des rites.
2. La liberté de manifester sa religion ou ses convictions ne peut faire l’objet d’autres restrictions que celles qui, prévues par la loi, constituent des mesures nécessaires, dans une société démocratique, à la sécurité publique, à la protection de l’ordre, de la santé ou de la morale publiques, ou à la protection des droits et libertés d’autrui. »

## Application

### Notion de pensée
La notion de pensée protégée par cette liberté ne concerne que les personnes physiques.

### Notion de conscience
La notion de conscience a été définie par la Cour EDH comme étant « des vues atteignant un certain degré de force, de sérieux, de cohérence et d'importance ».

### Notion de religion
La notion de religion protège aussi bien le fait d'avoir une religion que de n'en pas avoir et s'impose à l'État qui ne peut interdire l'exercice de certains cultes. En outre, il n'appartient pas à l'État de juger de la légitimité d'une croyance et a un devoir de neutralité à cet effet.

### Notion de conviction
L'article 9 a une portée plus large que la simple liberté de religion. Selon un rapport de la division recherche du Conseil de l'Europe, il « s'applique à l’ensemble des convictions personnelles, politiques, philosophiques, morales ou, bien sûr, religieuses » et « englobe les idées, les conceptions philosophiques de toute sorte, avec la mention expresse des conceptions religieuses d’une personne, sa propre manière d’appréhender sa vie personnelle et sociale ». Le même rapport cite en exemple de conviction le pacifisme.

### Cas particulier de l'objection de conscience
En 2011, la Cour EDH reconnait un droit à l'objection de conscience en matière de service militaire, mais le refuse en 2013 en matière de refus de célébration d'une union entre personne de même sexe.

### Distinction de l'aspect interne et externe
La liberté de pensée, de conscience et de religion implique de distinguer, d'une part la liberté absolue d'avoir des convictions et des croyances, d'autre part la liberté relative de les manifester.

## Statistiques
L'article 9  de la Convention EDH semble avoir relativement peu d'impact dans la mesure où il ne représente que 40 violations sur 14854 arrêts entre 1959 et 2011.